# Tumbleweeds
Tumbleweeds (Brasil: Livre para Amar ) é um filme norte-americano de 1999, do gênero comédia dramática, dirigido por Gavin O'Connor  e estrelado por Janet McTeer e Kimberly J. Brown.

## Sinopse
Mary Jo Walker, mãe solteira, tem um histórico de maus relacionamentos e sempre cai na estrada quando as coisas pioram. Ava, sua filha de doze anos, já se acostumou com a vida nômade da mãe e se adapta facilmente a qualquer lugar. Agora, a caminho de San Diego, na Califórnia, Mary Jo inicia um caso com Jack, um caminhoneiro grosseirão. Depois que chegam à cidade, o romance esfria e May Jo enfrenta os desafios do novo emprego, em um escritório. Ava, por sua vez, experimenta as dores do primeiro namoro.

## Principais premiações
| Patrocinador                                            | Prêmio                         | Categoria                                                             | Situação           |
| ------------------------------------------------------- | ------------------------------ | --------------------------------------------------------------------- | ------------------ |
| Academia de Artes e Ciências Cinematográficas           | Oscar                          | Melhor Atriz (Janet McTeer)                                           | Indicado           |
| Associação de Correspondentes Estrangeiros de Hollywood | Golden Globe                   | Melhor Atriz - Comédia ou Musical (Janet McTeer)                      | Vencedor           |
| National Board of Review                                | NBR Award                      | Melhor Atriz (Janet McTeer) Dez Melhores Filmes de 1999               | Vencedor Escolhido |
| Film Independent                                        | Independent Spirit             | Melhor Atriz (Janet McTeer) Melhor Primeiro Filme (Kimberly J. Brown) | Indicado Vencedor  |
| International Press Academy                             | Golden Satellite               | Melhor Atriz - Comédia ou Musical (Janet McTeer)                      | Vencedor           |
| Sundance Film Festival                                  | Grand Jury Troféu Realizadores | Melhor Filme - Drama Melhor Diretor - Drama                           | Indicado Vencedor  |

## Elenco
| Ator/Atriz         | Personagem       |
| ------------------ | ---------------- |
| Janet McTeer       | Mary Jo Walker   |
| Kimberly J. Brown  | Ava Walker       |
| Jay O. Sanders     | Dan Miller       |
| Gavin O'Connor     | Jack Ramson      |
| Laurel Holloman    | Laurie Pendleton |
| Lois Smith         | Ginger           |
| Michael J. Pollard | Cummings         |
| Ashley Buccille    | Zoe Brussard     |
| Cody McMains       | Adam Riley       |
| Linda Porter       | Senhora Boman    |
| Brian Tahash       | Winston Jackson  |
| Josh Carmichael    | Billy Jo         |